# Murten (Schiff)
Die Murten ist ein 1925 gebautes Fahrgastschiff, das seit 2016 auf dem Murtensee in der Schweiz verkehrt.

## Bau und technische Daten
Das Schiff wurde im Jahre 1925 mit der Baunummer 480 auf der Schiffswerft Georg Schuldt in Stralsund für den Schweriner Unternehmer Carl Schröder gebaut.  Die Baukosten betrugen 20.000 Reichsmark. Das Schiff war 21,60 m lang (21,13 m in der Konstruktionswasserlinie) und 4,42 m breit (4,30 m auf Spant). Der Tiefgang betrug leer 1,10 m, beladen 1,35 m, die Wasserverdrängung 23,8 Tonnen. Ein 2-Zylinder-Zweitakt-Dieselmotor von Deutz mit 50 PS ergab über eine dreiflügelige Schraube eine Geschwindigkeit von 14,8 km/h (8 Knoten). Der Schiffsrumpf war aus Stahl. Auf dem durchgehenden Deck befanden sich vor dem Ruderhaus offene Sitzplätze unter einem Sonnendach, hinter dem Ruderhaus ein Fahrgastraum und dahinter achtern noch einmal offene Sitzplätze unter einem festen Verdeck. Insgesamt hatte das Schiff 128 Sitzplätze und bis zu 50 Stehplätze. Die Besatzung bestand aus drei Mann. Im Jahr 2016 wurde das Schiff zusätzlich mit einem GPS, einem Radargerät und einem Echolot ausgerüstet. 

## Geschichte
Nach seiner Fertigstellung verließ das Schiff, auf den Namen Hindenburg getauft, Stralsund am 8. Mai 1925, um über die Ostsee, die Trave, den Elbe-Lübeck-Kanal, die Elbe, die Elde und den Störkanal nach Schwerin überführt zu werden. Am Nachmittag des 13. Mai 1925 erreichte die Hindenburg den Schweriner See. Am 16. Mai 1926 nahm sie dort den Passagierdienst auf. 
Während des Zweiten Weltkriegs blieb das Schiff wegen Personal- und Treibstoffmangels von 1940 bis 1945 aufgelegt. Am 21. April 1946 wurde es, zunächst noch namenlos, aber wenig später unter dem neuen Namen Schwerin, wieder eingesetzt, nun ohne Sonnendach über dem Vorschiff. Um eine befürchtete Enteignung zu verhindern, ließ Carl Schröder junior das Schiff am 9. September 1950 in Sowjetfreundschaft umbenennen. 
Trotzdem ging der Betrieb 1953 als „VEB Weiße Flotte Schwerin“ in Volkseigentum über. Ab 1954 fuhr das Schiff somit als Vertragsschiff des „VEB Deutsche Schiffahrts- und Umschlagbetriebe“ (DSU), vorwiegend im Linienverkehr Schloss-Zippendorf-Kaninchenwerder. 1964 wurde der Schornstein verkürzt, um unter Werderbrücken durchfahren zu können.
1967 ließ das „VE (K) Nahverkehrsbetrieb Schwerin/Bereich Weisse Flotte“ das Schiff modernisieren. Der alte Motor wurde durch einen 3-Zylinder-Viertakt SKL Dieselmotor mit 75 PS des Typs 3 NVD 21 vom Dieselmotorenwerk Leipzig ersetzt. Das Ruderhaus wurde nach oben verlegt, und die Passagierkapazität wurde auf insgesamt 176 Sitzplätze erweitert: 80 offene Plätze vor dem Ruderhaus, 80 Innenplätze und 16 offene Plätze im Heck. Weitere Umbauten erfolgten 1975/76, als der Aufbau des Kajütniedergangs entfernt und das Holzdeck auf Vor- und Achterschiff durch ein Stahldeck ersetzt wurde. 1977 wurde ein neuer Schornstein eingebaut. Ab 1978 bestand die Besatzung nur noch aus zwei Mann.
Nach der Deutschen Wiedervereinigung 1990 erhielt das Schiff den neuen Namen Mecklenburg. Knapp zwei Jahre später wurden die Schiffe der Schweriner Weissen Flotte von der Treuhandanstalt an private Eigner verkauft, bzw. an die neu gegründete Weisse Flotte Fahrgastschifffahrt Schwerin GmbH veräußert. Unter deren Flagge war die Mecklenburg bis einschließlich der Saison 2004 regelmäßig im Einsatz auf der Fährverbindung Schloss-Zippendorf-Kaninchenwerder. Auch zu Beginn der folgenden Saison kam es noch zu gelegentlichen Einsätzen, auch nach Frankenhorst an der Nordspitze des Ziegelsees. Erst mit Einführung der 3-Seen-Linie als Mischangebot aus Fähr- und bewirtschafteter Rundfahrt mitten in der Saison 2005 wurde das Schiff nicht mehr eingesetzt und dann außer Fahrt gesetzt und fahrfähig abgestellt. Zur Bundesgartenschau 2009 wurde es wieder aufgearbeitet und einige Male eingesetzt. In den beiden folgenden Jahren kam es dann nur noch zu vereinzelten Einsätzen und schließlich zum Verkauf.

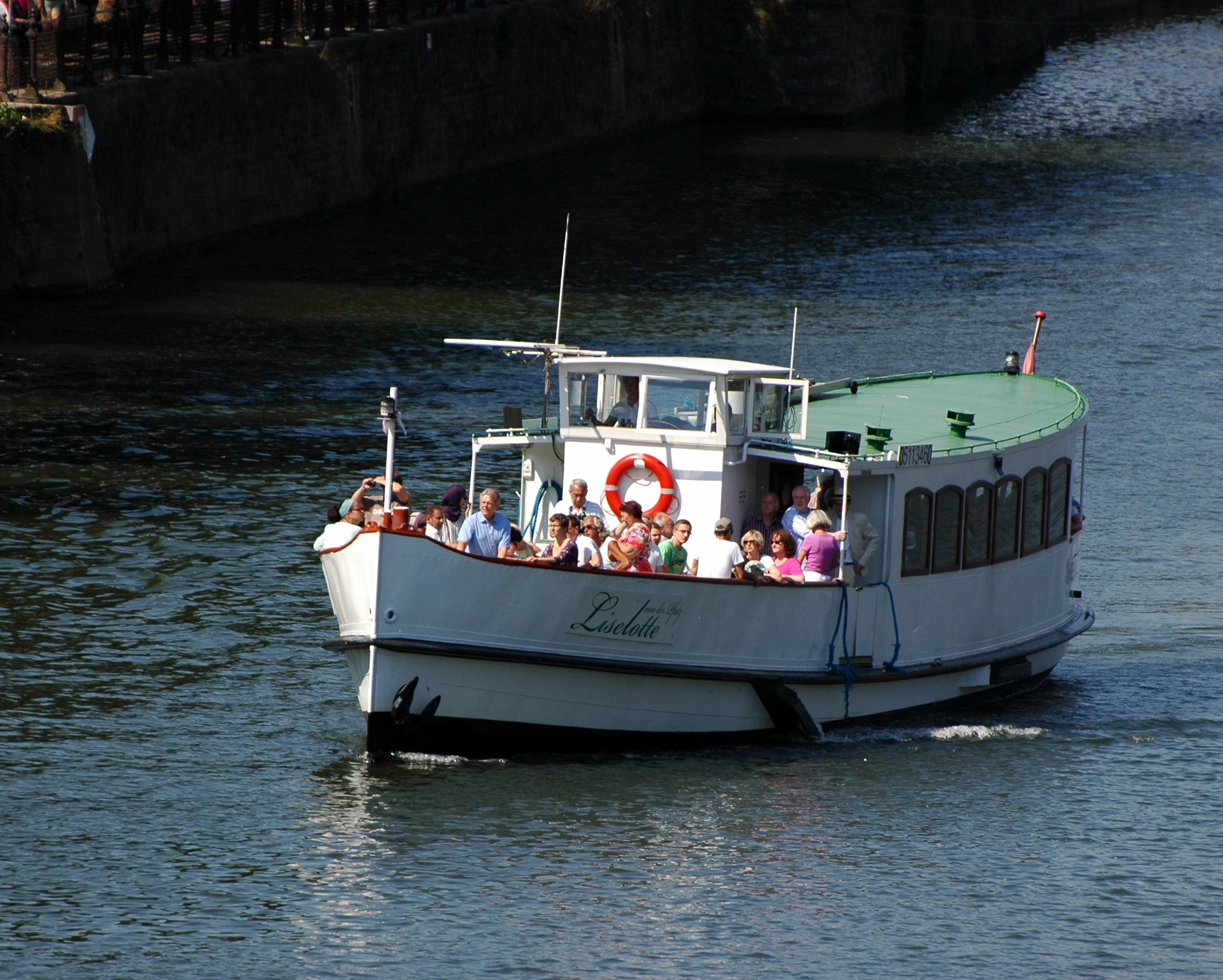
Als Lisolette in Heidelberg (2015)

Am 1. November 2011 verließ die Mecklenburg, nach über 86 Jahren, endgültig die Schweriner Gewässer. Nach elf Tagen Fahrt kam sie am 12. November 2011 in Heidelberg an, wo ihre neuen Eigentümer, die Weisse Flotte Heidelberg, ihr eine neue Aufgabe als Personenfähre auf dem Neckar zugedacht hatten. Auf der Werft Philipp Ebert & Söhne in Neckarsteinach wurde sie generalüberholt und dabei ebenso mit einem neuen Motor versehen. Eine Jury bestehend aus Nils Weber vom Freundeskreis Neckarfähre, dem Geschäftsführer der „Weisse Flotte Heidelberg“ Karl Hofstätter, dem ehemaligen Gesellschafter der „Weissen Flotte Heidelberg“ Manfred Boßler und der Redakteurin der Rhein-Neckar-Zeitung Birgit Sommer wählten den Namen Liselotte von der Pfalz für das Fährschiff aus. Am 10. Mai 2012 wurde das Schiff auf den neu gewählten Schiffsnamen getauft und am 24. Juli erstmals auf dem Neckar eingesetzt. Seit dem 1. August 2012 befuhr es im Personenfährverkehr den Neckar in Heidelberg zwischen der Alten Brücke und dem Marriott-Hotel.
Im Dezember 2015 wurde das Schiff in die Schweiz verkauft, wo es seit 2016 als Murten auf dem Murtensee verkehrt.